# Sint-Petersburgparadox
Onder Sint-Petersburgparadox verstaat men in de kansrekening, de speltheorie en economie een kansspel met oneindig grote verwachte opbrengst, waaraan een weldenkend persoon toch niet bereid zal zijn deel te nemen. De paradox werd in 1738 opgelost door Daniel Bernoulli, hij was eerder al bedacht door Nikolaus I Bernoulli. 
Deze paradox is een klassieke situatie waarin een naïef beslissingscriterium, dat alleen de verwachte waarde in beschouwing neemt, een handelwijze zou aanbevelen die geen enkel rationeel persoon bereid zou zijn te volgen. De paradox kan worden opgelost als het beslissingsmodel wordt verfijnd door middel van het begrip marginaal nut, door rekening te houden met de eindige middelen van de deelnemers, of door op te merken dat men eenvoudig gesteld niet kan kopen, wat niet wordt verkocht (verkopers zullen geen loterij opzetten, waarvan het verwachte verlies voor hen onaanvaardbaar zal zijn). In feite heeft de paradox bijgedragen aan de ontwikkeling van nutsfuncties en marginaal nut.

## De paradox
In een casino van Sint-Petersburg kan na betaling van een vast inlegbedrag het volgende spel gespeeld worden. Het casino legt 1 euro in de pot, waarna de speler met een (eerlijke) munt gooit. Is de uitkomst munt, dan is het spel afgelopen en wint de speler de inhoud van de pot. Is de uitkomst kruis, dan verdubbelt het casino de inhoud van de pot en gaat de speler verder met gooien. De uitbetaling is dus 1 euro als de eerste worp al munt oplevert en wordt bij elke onsuccesvolle worp (waarbij kruis gegooid wordt) verdubbeld. Als pas bij de {\displaystyle k}-de worp voor het eerst munt geworpen wordt, zal de totale uitbetaling {\displaystyle 2^{k-1}} zijn. De vraag is nu hoeveel men bereid is in te leggen om aan dit spel deel te nemen.
De kans dat voor het eerst munt gegooid wordt in de {\displaystyle k}-de worp, wordt beschreven door de geometrische verdeling en is gelijk aan
| Uitbetaling bij en kans op verschillende uitkomsten | Uitbetaling bij en kans op verschillende uitkomsten | Uitbetaling bij en kans op verschillende uitkomsten |
| {\displaystyle k}                                   | {\displaystyle P(k)}                                | uitbetaling (€)                                     |
| --------------------------------------------------- | --------------------------------------------------- | --------------------------------------------------- |
| 1                                                   | 1/2                                                 | 1                                                   |
| 2                                                   | 1/4                                                 | 2                                                   |
| 3                                                   | 1/8                                                 | 4                                                   |
| 4                                                   | 1/16                                                | 8                                                   |
| 5                                                   | 1/32                                                | 16                                                  |
| 6                                                   | 1/64                                                | 32                                                  |
| 7                                                   | 1/128                                               | 64                                                  |
| 8                                                   | 1/256                                               | 128                                                 |

{\displaystyle P({\text{eerste keer munt bij }}k{\text{-de worp}})={\tfrac {1}{2^{k}}}}
Zoals in de tabel hiernaast te zien is, wordt de kans steeds een factor 2 kleiner, maar de uitbetaling steeds een factor 2 groter.
Hoeveel men bereid is te betalen, hangt natuurlijk af van de verwachte uitbetaling. Die uitbetaling is €1 met kans 1/2, €2 met kans 1/4, enz. De verwachtingswaarde van de uitbetaling {\displaystyle X} is:
{\displaystyle \operatorname {E} X={\tfrac {1}{2}}\cdot 1+{\tfrac {1}{4}}\cdot 2+{\tfrac {1}{8}}\cdot 4+{\tfrac {1}{16}}\cdot 8+\ldots }
{\displaystyle ={\tfrac {1}{2}}+{\tfrac {1}{2}}+{\tfrac {1}{2}}+{\tfrac {1}{2}}+\ldots }
{\displaystyle =\sum _{k=1}^{\infty }{\tfrac {1}{2}}=\infty }
De verwachte uitbetaling is oneindig groot, dus gemiddeld gesproken zal er een oneindig groot bedrag gewonnen worden. Echter, de kans om meer dan €1024 (= €210) te winnen, is minder dan een duizendste en de kans om miljonair te worden is kleiner dan een miljoenste.
De winst die bij een kansspel behaald wordt, is de uitbetaling minus de inleg. Omdat de gemiddelde uitbetaling oneindig groot is, zal de gemiddelde winst altijd positief zijn. Zelfs bij een inleg van een miljard euro per spel – en meestal minder dan 8 euro winst – zal op termijn winst gemaakt worden.
Dit is omdat, hoewel de kans op een zeer grote uitbetaling uiterst klein is, deze uitbetaling zelf dan weer uiterst groot is. Een naïeve speltheoretische aanpak, die slechts naar maximalisatie van de verwachte winst kijkt, zal dus adviseren om, ongeacht de hoogte van het inleggeld, deel te nemen aan het spel.
In praktijk zal geen enkel weldenkend persoon bereid zijn om meer dan een paar euro voor dit spel te betalen.

## Oplossing van de paradox
Er zijn verschillende benaderingen om de paradox op te lossen. De meestgebruikte is een oplossing aan de hand van de economische nutstheorie.

### Nutstheorie

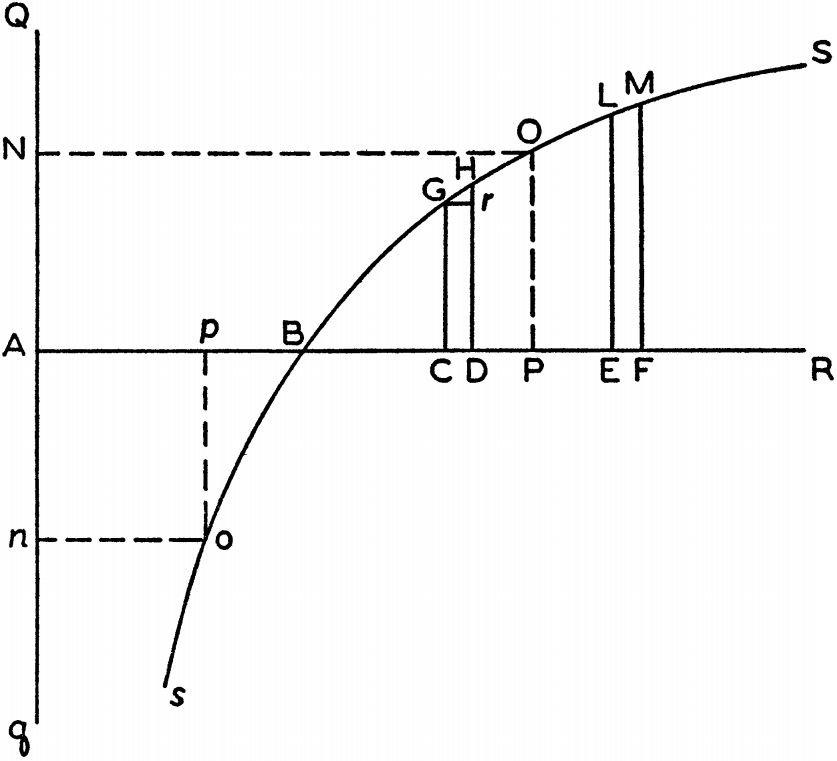
Op de horizontale as is de rijkdom uitgezet en op de verticale as het nut. AB is daarbij de aanvankelijke rijkdom. Bij toenemende rijkdom neemt het nut minder snel toe, volgens Bernoulli met een logaritmische functie.

De paradox wordt in de economische wetenschap gebruikt om een aantal begrippen uit de besliskunde en nutstheorie toe te lichten. De naïeve strategie om de verwachte opbrengst te maximaliseren, wordt vervangen door de strategie om het verwachte nut te maximaliseren. Het achterliggende idee is de wet van de afnemende meeropbrengsten (ook wel grensnut genoemd). Deze wet zegt dat een twee keer zo'n hoge opbrengst niet overeenkomt met een twee keer zo hoog nut. Zo is het winnen van twee miljoen euro minder dan twee keer zo nuttig als het winnen van één miljoen euro. Bernoulli zelf was zich al bewust hiervan, en introduceerde een nutsfunctie {\displaystyle u(x)} die een bepaalde opbrengst {\displaystyle x} omzet in een bepaald nut {\displaystyle u}.
Zo'n nutsfunctie moet een concave functie zijn. Bernoulli stelde een logaritmische functie voor:
{\displaystyle u(x)=C\cdot \log _{2}(x)}
waarin {\displaystyle C} een constant getal is. Het verwachte nut van het spel kan nu als volgt berekend worden:
{\displaystyle \operatorname {E} U=\sum _{k=1}^{\infty }p_{k}u(2^{k-1})=\sum _{k=1}^{\infty }{C\log _{2}(2^{k-1}) \over {2^{k}}}=\sum _{k=1}^{\infty }C{\frac {k-1}{2^{k}}}=C<\infty }
Het verwachte nut is dus eindig en afhankelijk van de constante {\displaystyle C} die gekozen wordt. Is deze constante {\displaystyle C} groter dan het nut van de inlegging, dan wordt het nut verhoogd door het spel te spelen. De grootte van {\displaystyle C} hangt, onder andere, af van de rijkdom van de speler: voor een arm iemand zal een winst van €1000 van veel hoger nut zijn dan voor een miljonair.
De keuze voor een logaritmische nutsfunctie is enigszins arbitrair, een andere concave functie voldoet ook. Zo levert {\displaystyle u(x)=C{\sqrt {x}}} een verwacht nut van {\displaystyle \operatorname {E} U=(1+{\sqrt {2}}/2)C}.
Het is mogelijk om de paradox aan te passen, zodat bovenstaande oplossing niet meer direct opgaat. Deze aanpassing is de super-Sint-Petersburg-paradox.

### Oplossing van Nikolaus Bernoulli
Nikolaus Bernoulli, een neef van Daniel, kwam met een alternatieve oplossing. Hij suggereerde dat mensen zeer zeldzame gebeurtenissen zullen negeren. In deze paradox is de verwachte opbrengst oneindig groot, juist door zulke zeer zeldzame gebeurtenissen. Hij stelde voor om bij de berekening van de verwachte opbrengst de zeldzame gebeurtenissen, bijvoorbeeld met een kans kleiner dan een op duizend, kans nul te geven. Door deze aanpassing wordt de verwachte opbrengst €4,50 – een stuk lager dus. Wanneer de grens bij een op een miljoen gelegd wordt, is de verwachte opbrengst €9,50.
Deze aanpak is later bekritiseerd, omdat de meeste mensen de kans op zeldzame, maar niet onmogelijke gebeurtenissen juist overschatten, in plaats van onderschatten. Dit bleek onder andere uit onderzoek door Daniel Kahneman en Amos Tversky, waarvoor Kahneman in 2002 een Nobelprijs kreeg uitgereikt.

### Casino's met eindig vermogen
De paradox maakt de onrealistische aanname dat het casino een oneindig vermogen heeft en in staat is een willekeurig hoog bedrag uit te betalen. Als het totale vermogen van het casino beschreven wordt door {\displaystyle W}, bijvoorbeeld {\displaystyle W={\text{€1 miljard}}}, dan is de verwachte uitbetaling als volgt te berekenen:
{\displaystyle \operatorname {E} X=\sum _{k=1}^{L}p_{k}2^{k-1}={L \over 2}}
waarin {\displaystyle L=\lfloor \log _{2}W\rfloor } ({\displaystyle \lfloor x\rfloor } is de entierfunctie van {\displaystyle x}, ofwel {\displaystyle x} afgerond naar beneden). {\displaystyle L} is het maximum aantal keer dat het casino kan spelen voordat het bankroet gaat. Bij {\displaystyle W=} €1 miljard is {\displaystyle L=29}, en de verwachte opbrengst dus slechts €14,50. Het casino dient een onvoorstelbaar hoog vermogen te hebben, wil de verwachte opbrengst enigszins aantrekkelijk zijn. Zelfs met een vermogen gelijk aan het BBP van de Verenigde Staten ($11750 miljard), is de verwachte opbrengst $ 21,50.

## Ontstaan van de paradox
De paradox kreeg grote bekendheid door Daniel Bernoulli en draagt de naam van de plaats waar hij de oplossing voorgedragen heeft. Een oplossing voor de paradox is in 1738 gepubliceerd door de Keizerlijke Academie van Wetenschappen te Sint-Petersburg. De paradox is echter al 25 jaar eerder, in 1713 beschreven door Daniels neef Nikolaus I Bernoulli in een serie brieven aan Pierre Rémond de Montmort. 

## Uitbreiding
In 1934 is door Karl Menger een uitbreiding naar de super-Sint-Petersburgparadox geïntroduceerd.